# Vaccinium aucupis
Vaccinium aucupis är en ljungväxtart som beskrevs av Herman Otto Sleumer. Vaccinium aucupis ingår i Blåbärssläktet, och familjen ljungväxter. Inga underarter finns listade i Catalogue of Life.